# فاسنيا
بلدية فاسنيا (بالإسبانية: Fasnia) هي بلدية تقع في مقاطعة سانتا كروث دي تينيريفه التابعة لمنطقة جزر الكناري جنوب غرب إسبانيا.

## الديموغرافيا
بلغ عدد سكان بلدية فاسنيا 3.015 نسمة عام 2011 (وفقاً للمعهد الوطني للإحصاء الإسباني).
| 2.434 | 2.496 | 2.590 | 2.671 | 2.708 | 2.774 | 3.015 |